# François-Augustin de Paradis de Moncrif
Pour les articles homonymes, voir Paradis (homonymie).
François-Augustin (de) Paradis de Moncrif, né en 1687 à Paris où il est mort le 19 novembre 1770, est un écrivain et poète français.

## Biographie
Issu d'une famille d'origine écossaise, François-Augustin (de) Paradis de Moncrif offrait le type achevé de l'homme du monde du XVIIIe siècle : de figure avenante, de manières agréables et de beaucoup d'esprit, il fut d'emblée recherché dans les cercles les plus aristocratiques, où l'introduisirent ses qualités d'escrimeur, et où il se fit une place par ses multiples talents. À la fois poète, musicien et bon acteur, on le prisait notamment pour ces divertissements de société qui étaient alors à la mode. Courtisan accompli, il savait se montrer dévôt avec la Reine à Versailles et enjoué et plein d'entrain à la ville. Mais il avait aussi du cœur et le montra à son ancien protecteur, le comte d'Argenson, lorsque celui-ci fut disgracié en février 1757, ainsi qu'aux membres pauvres de sa famille, qu'il soutint généreusement.
Protégé du Grand Prieur d'Orléans, du duc de La Vallière et du comte de Maurepas, il fut d'abord secrétaire du comte d'Argenson, puis secrétaire des commandements du comte-abbé de Clermont, lecteur de la reine Marie Leszczyńska (1734) et enfin secrétaire général de l'administration des Postes, fonctions qu'il occupa jusqu'à sa mort en 1770.
L'ouvrage le plus célèbre de Moncrif est son Histoire des Chats (1727). Il y prend la défense du chat à travers des références historiques, notamment à l'ancienne Égypte, qui se veulent érudites et constituent en réalité un pastiche de la pédanterie. Un certain nombre de lecteurs et de critiques ne discernèrent pas l'intention satirique et l'ouvrage, obscur et maniéré, fut très violemment attaqué. Un plaisantin lâcha un chat dans la salle des séances de l'Académie française le jour de la réception de Moncrif, et Voltaire appela ce dernier l'« historiogriffe ». En définitive, l'auteur renia son ouvrage en disant que : « Dans cet écrit, mauvais en soi, l'esprit n'était qu'un tort de plus. »
Moncrif a, par ailleurs, collaboré au Journal des Savants (1739-1743). Il a composé des poésies fugitives, qui sont parmi ses meilleures œuvres, ainsi que des chansons et des romances genre dans lequel, selon Grimm, il eût été le premier s'il s'y était consacré exclusivement.
Moncrif fut imposé à l'Académie française par le duc d'Orléans et le comte de Clermont en 1733. L'Académie fut très critiquée pour l'avoir élu. Moncrif soutint notamment l'élection de Voltaire. Il fut également membre de l'Académie de Berlin.

## Œuvres
- Les Aventures de Zeloïde et d'Amanzarifdine, contes indiens, 1715
- La Fausse Magie, comédie en 3 actes, en prose, créée au Théâtre-Italien en 1719
- L'Oracle de Delphes, comédie en 3 actes, en vers, créée à la Comédie-Française en 1722 : Tirée du conte de La Fontaine Le Mari confesseur, la pièce fut interdite à la quatrième représentation en raison d'allusions satiriques contre le paganisme qui parurent pouvoir s'appliquer à n'importe quelle religion.
- Histoire des Chats : dissertation sur la prééminence des chats dans la société, sur les autres animaux d'Égypte, sur les distinctions et privilèges dont ils ont joui personnellement, 1727. Ed. en Livre de poche "Classiques", 2021, 376 p.
- Les Abdérites, comédie en 1 acte, en vers, 1732
- L'Empire de l'Amour, ballet en vers libres, 1733
- Recueil de pièces choisies rassemblées par les soins du Cosmopolite, À Anconne [i.e. Verets], chez Uriel Bandant, à l'enseigne de la Liberté, 1735.
- Essais sur la Nécessité et sur les Moyens de Plaire, 1738 : Dans cet ouvrage, Moncrif soutient que rien n'est plus important que plaire et que chacun a les moyens d'y parvenir à condition de savoir utiliser les passions et les travers de son interlocuteur.
- Les Ames rivales, roman, 1738 : Ce roman de mœurs repose sur la doctrine indienne de la transmigration des âmes.
- Œuvres mêlées, 1743
- Zélindor, roi des Sylphes, ballet, musique de François Francœur et François Rebel, représenté à Versailles le 17 mars 1745
- Poésies chrétiennes composées par ordre de la Reine, 1747
- Almasis, ballet, 1748
- Ismène, pastorale héroïque, 1748
- Observations pour servir à l'histoire des gens de lettres qui ont vécu dans ce siècle, 1751
- La Sybille, ballet en un acte, musique d'Antoine Dauvergne, représenté à Fontainebleau le 13 novembre 1753
- Enée et Lavinie, tragédie lyrique en 5 actes, avec Bernard le Bovier de Fontenelle, musique d'Antoine Dauvergne, représentée à l'Académie royale de musique le 14 février 1758
- Les Fêtes d'Euterpe, opéra-ballet, avec Charles-Simon Favart, musique d'Antoine Dauvergne, représenté à l'Académie royale de musique le 8 août 1758
- Erosine, pastorale héroïque, 1765
- Œuvres 1751 3 vol. in 16 ;portrait et 4 fig..ht
- Œuvres 1768 4 vol. in 12 ;portrait et 5  fig.ht
- Œuvres 1791 2 vol. in 8 ; portrait et 4 fig. ht

### Sources
- Journal et Mémoires du marquis d'Argenson, E. J. B. Rathery (éd.), Paris, Vve Jules Renouard, tome 2, 1859, p. 59-64 (décembre 1738). Texte numérisé.